# Dar'ja Spiridonova
Dar'ja Sergeevna Spiridonova (in russo Дарья Сергеевна Спиридонова?; Mosca, 8 luglio 1998) è un'ex ginnasta russa, vicecampionessa olimpica con la squadra alle Olimpiadi di Rio nel 2016, campionessa europea e mondiale alle parallele nel 2015, vincitrice di due medaglie di bronzo ai Mondiali di Nanning e agli Europei di Sofia nel 2014.
Il suo attrezzo di punta erano le parallele asimmetriche.

## Carriera

### 2012-2013: Carriera Junior
Debutta in campo internazionale nel 2012 partecipando alla Pre-Olympic Youth Cup di Bergisch Gladbach, in Germania, dove vince il concorso generale individuale.
Il 2013 è un anno pieno di successi nazionali e internazionali. Ai Campionati Nazionali junior vince la medaglia d'oro con la squadra e l'argento alle parallele asimmetriche. Compete poi agli Olympic Hopes, vincendo l'oro a squadre e alle parallele, il bronzo nel concorso individuale e arriva quinta al volteggio. L'ultima competizione da junior è la KSI Cup, dove vince l'oro con la squadra e nel concorso individuale.

### 2014: Europei di Sofia e Mondiali di Nanning
La Spiridonova apre la sua carriera internazionale senior alla World Cup di Cottbus, ma non riesce a conquistare nessuna finale di specialità. In aprile compete ai Campionati Nazionali, vincendo la medaglia d'oro alle parallele, l'argento con la squadra e alla trave. Si piazza inoltre quinta nel concorso individuale e settima al corpo libero.
Viene poi convocata a far parte della squadra nazionale russa per gli Europei di Sofia. Con 15.066 alle parallele asimmetriche, 12.300 alla trave e 13.100 al corpo libero, contribuisce alla medaglia di bronzo della Russia; con un buon 15.283 vince anche la medaglia di bronzo alle parallele.
Nel mese di agosto vince la medaglia di bronzo nel concorso individuale alla Russian Cup dietro a Marija Charenkova e Alija Mustafina. Nella seconda giornata di competizione vince la medaglia d'oro con la squadra e il bronzo alle parallele.
Grazie ai buoni risultati ottenuti durante la stagione, viene scelta per partecipare ai Campionati Mondiali di Nanning, in Cina. Durante le qualificazioni compete su tre attrezzi e si qualifica per la finale del concorso a squadre e alle parallele asimmetriche. Durante la finale compete solo alle parallele e, con un 14.966, aiuta la squadra russa a vincere la medaglia di bronzo con 171.462 punti, dietro alla Cina (172.857) e gli Stati Uniti (179.280). Nella finale di specialità vince la medaglia di bronzo, superata solo dalle cinesi Huang Huidan e Yao Jinnan.
Viene invitata, insieme a Nikita Ignat'ev, al Memorial Arthur Gander del 29 ottobre. Grazie a due buone prestazioni alle parallele asimmetriche (15.000 - 14.900), arriva prima riuscendo a battere la favorita Larisa Iordache.. Partecipa in gara con Nikita Ignat'ev alla Swiss Cup di Zurigo il 1º novembre seguente. La coppia russa vince la medaglia d'oro.

### 2015: Campionati nazionali; Europei di Montpellier; Russian Cup, Mondiali di Glasgow
Ai Campionati nazionali a Penza, vince la medaglia d'oro alle parallele asimmetriche confermandosi così campionessa nazionale. Vince anche la medaglia d'argento a squadre e alla trave.
Ai Campionati europei di Montpellier vince la medaglia d'oro alle parallele con l'alto punteggio di 15.400 (6.7 di difficoltà) lasciandosi alle spalle la britannica Rebecca Downie.
Nel mese di settembre, partecipa alla Russian Cup vincendo la medaglia d'oro con la squadra e nel concorso individuale. Vince anche la medaglia di bronzo alle parallele e alla trave.
Viene scelta come membro della squadra russa per i Campionati Mondiali di Glasgow. Nella prima giornata di qualificazioni contribuisce al secondo posto della Russia che ottiene così ufficialmente il pass per le Olimpiadi di Rio. Individualmente, si qualifica in prima posizione per la finale alle parallele asimmetriche. Durante la finale, vince la medaglia d'oro alle parallele pari merito con Viktorija Komova, Madison Kocian e Yilin Fan.

### 2016: Coppa del Mondo di Stoccarda; Campionati europei di Berna; Olimpiadi di Rio
Gareggia alla tappa di Coppa del Mondo di Stoccarda vincendo la medaglia d'oro con la squadra e d'argento alle parallele.
Compete ai Campionati Europei di Berna dove vince la medaglia d'oro con la squadra e l'argento alle parallele.
Nel mee di Luglio compete alla Russian Cup, vincendo la medaglia di bronzo alle parallele e classificandosi quarta con la squadra.
Viene scelta per rappresentare la Russia, ai Giochi Olimpici di Rio de Janeiro.
Olimpiadi di Rio de Janeiro
La Russia compete nella seconda suddivisione durante le qualificazioni, partendo dalla trave. La squadra si qualifica al terzo posto per la finale a squadra, e la Spiridonova si classifica quarta per la finale alle parallele asimmetriche. La Russia gareggia meglio nella finale a squadre vincendo la medaglia d'argento, ma la Spiridonova cade durante la finale alle parallele asimmetriche e termina la gara in ottava posizione.

### 2018
Viene scelta come riserva della squadra russa per i Campionati mondiali di Doha.

### 2019
Dopo aver subito un infortunio alla fine del 2018, torna a gareggiare in occasione della Russian Cup ad agosto, dove gareggia solo alla trave e alle parallele, vincendo la medaglia d'oro in quest'ultima specialità. Viene scelta per far parte della squadra russa per i Campionati mondiali di Stoccarda. Durante le qualificazioni gareggia solo alle parallele, qualificandosi al secondo posto per la finale ad attrezzo. Durante la finale a squadre la Russia vince la medaglia d'argento, ma nella finale alle parallele Spiridonova sporca l'uscita e conclude la gara al sesto posto.

### 2020
Il 20 febbraio partecipa alla Coppa del mondo di Melbourne, vincendo la medaglia di bronzo alle parallele asimmetriche.

### 2021
Il 17 febbraio annuncia ufficialmente il suo ritiro dall'attività agonistica.